# Polisy
Polisy és un municipi francès situat al departament de l'Aube i a la regió del Gran Est. L'any 2007 tenia 185 habitants.

## Demografia

### Població
El 2007 la població de fet de Polisy era de 185 persones. Hi havia 77 famílies de les quals 23 eren unipersonals (4 homes vivint sols i 19 dones vivint soles), 19 parelles sense fills, 27 parelles amb fills i 8 famílies monoparentals amb fills.
La població ha evolucionat segons el següent gràfic:
Habitants censats

### Habitatges
El 2007 hi havia 100 habitatges, 76 eren l'habitatge principal de la família, 10 eren segones residències i 14 estaven desocupats. 99 eren cases i 1 era un apartament. Dels 76 habitatges principals, 64 estaven ocupats pels seus propietaris, 11 estaven llogats i ocupats pels llogaters i 2 estaven cedits a títol gratuït; 1 tenia una cambra, 4 en tenien dues, 5 en tenien tres, 16 en tenien quatre i 50 en tenien cinc o més. 56 habitatges disposaven pel capbaix d'una plaça de pàrquing. A 40 habitatges hi havia un automòbil i a 32 n'hi havia dos o més.

### Piràmide de població
La piràmide de població per edats i sexe el 2009 era:
| Homes | Edats   | Dones |
| ----- | ------- | ----- |
| 4     | 95 o +  | 0     |
| 4     | 90 a 94 | 4     |
| 0     | 85 a 89 | 4     |
| 0     | 80 a 84 | 0     |
| 0     | 75 a 79 | 0     |
| 4     | 70 a 74 | 4     |
| 4     | 65 a 69 | 0     |
| 4     | 60 a 64 | 8     |
| 8     | 55 a 59 | 0     |
| 8     | 50 a 54 | 16    |
| 4     | 45 a 49 | 0     |
| 8     | 40 a 44 | 12    |
| 12    | 35 a 39 | 8     |
| 0     | 30 a 34 | 8     |
| 8     | 25 a 29 | 4     |
| 4     | 20 a 24 | 4     |
| 4     | 15 a 19 | 12    |
| 24    | 10 a 14 | 8     |
| 0     | 5 a 9   | 0     |
| 0     | 0 a 4   | 8     |

## Economia
El 2007 la població en edat de treballar era de 129 persones, 99 eren actives i 30 eren inactives. De les 99 persones actives 93 estaven ocupades (49 homes i 44 dones) i 6 estaven aturades (2 homes i 4 dones). De les 30 persones inactives 9 estaven jubilades, 8 estaven estudiant i 13 estaven classificades com a «altres inactius».

### Ingressos
El 2009 a Polisy hi havia 75 unitats fiscals que integraven 187,5 persones, la mediana anual d'ingressos fiscals per persona era de 19.890 €.

### Activitats econòmiques
Dels 14 establiments que hi havia el 2007, 3 eren d'empreses extractives, 4 d'empreses alimentàries, 3 d'empreses de construcció, 3 d'empreses de comerç i reparació d'automòbils i 1 d'una empresa de transport.
Dels 3 establiments de servei als particulars que hi havia el 2009, 1 era un paleta i 2 electricistes.
L'any 2000 a Polisy hi havia 22 explotacions agrícoles que ocupaven un total de 731 hectàrees.

## Poblacions més properes
El següent diagrama mostra les poblacions més properes.